# قلب زرد
قلب زرد با نام اصلی چکمه زرد (به کره ای:노란 복수초, به انگلیسی:Yellow boots) یک فیلم کره ای محصول سال۲۰۱۲ است. این مجموعه از شبکه فارسی وان پخش شد.

## خلاصه داستان
داستان انتقام زنی است که بخاطر یک اتهام کذب تمام زندگیش از هم پاشیده می‌شود این …

## بازیگران

### بازیگران اصلی
- لی یو ری در نقش سئول یئون هوا
- هیون وو سونگ در نقش‌ها یون جی
- یون اه جونگ در نقش چوی یو را
- جونگ چان در نقش چوی کانگ ووک

### بازیگران فرعی
- مین جی هیون در نقش سئول سو ای/خواهر یئون هوا
- شیم ایون جین در نقش‌ها یون هی
- جونگ‌های سان در نقش مادربزرگ یورا